# Bismarckapfel

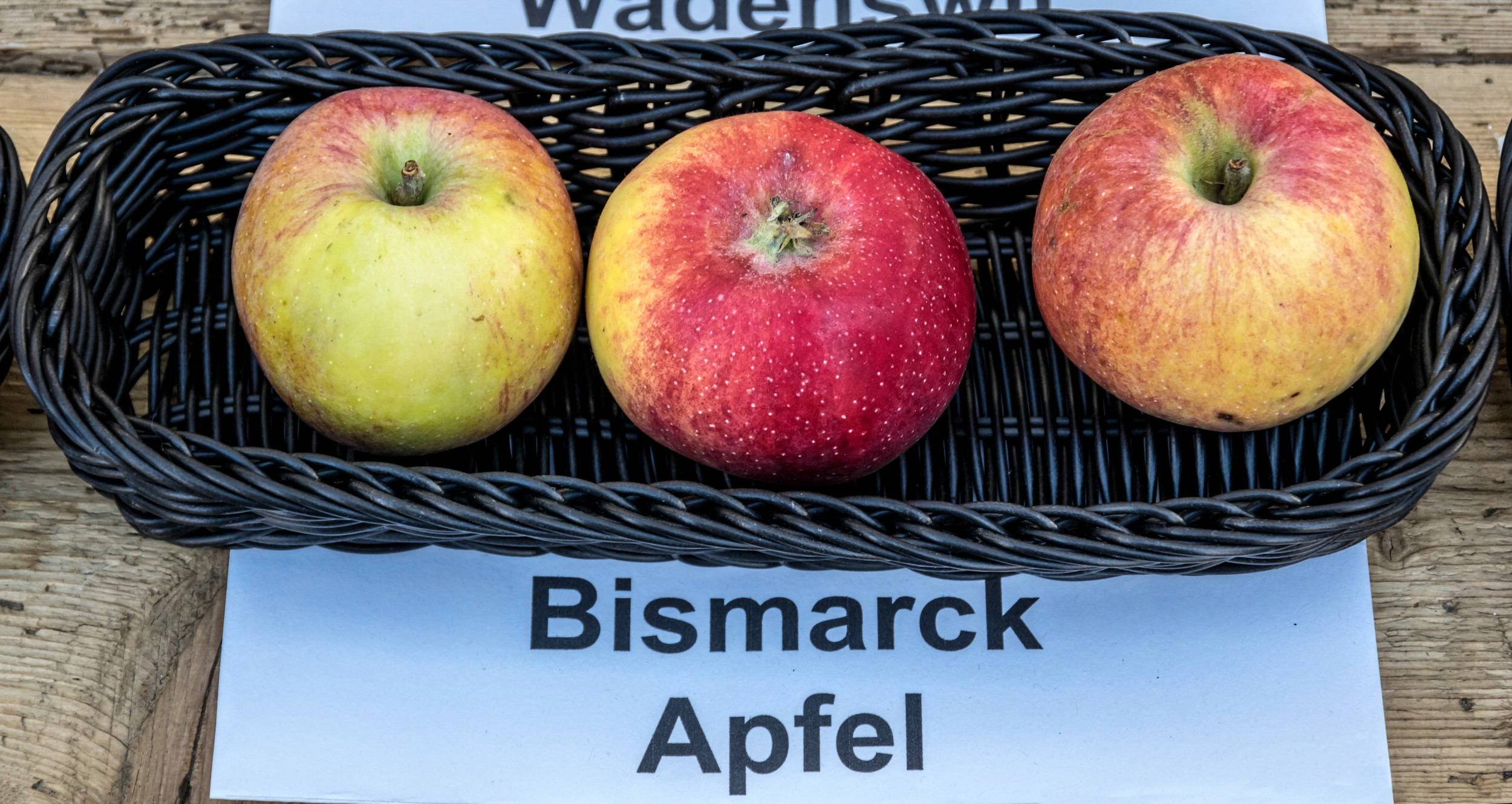
Ansicht der Frucht

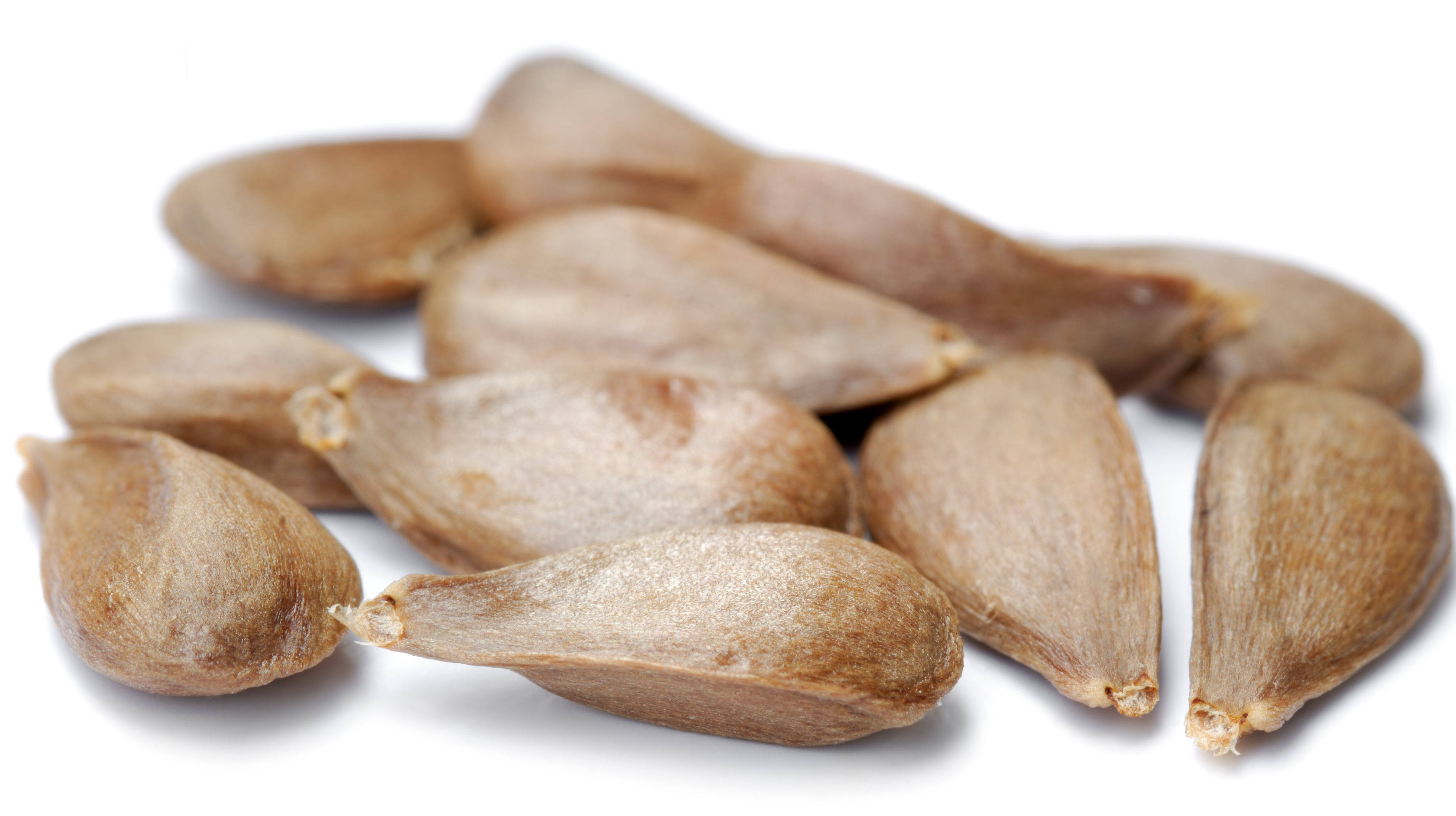
Kerne

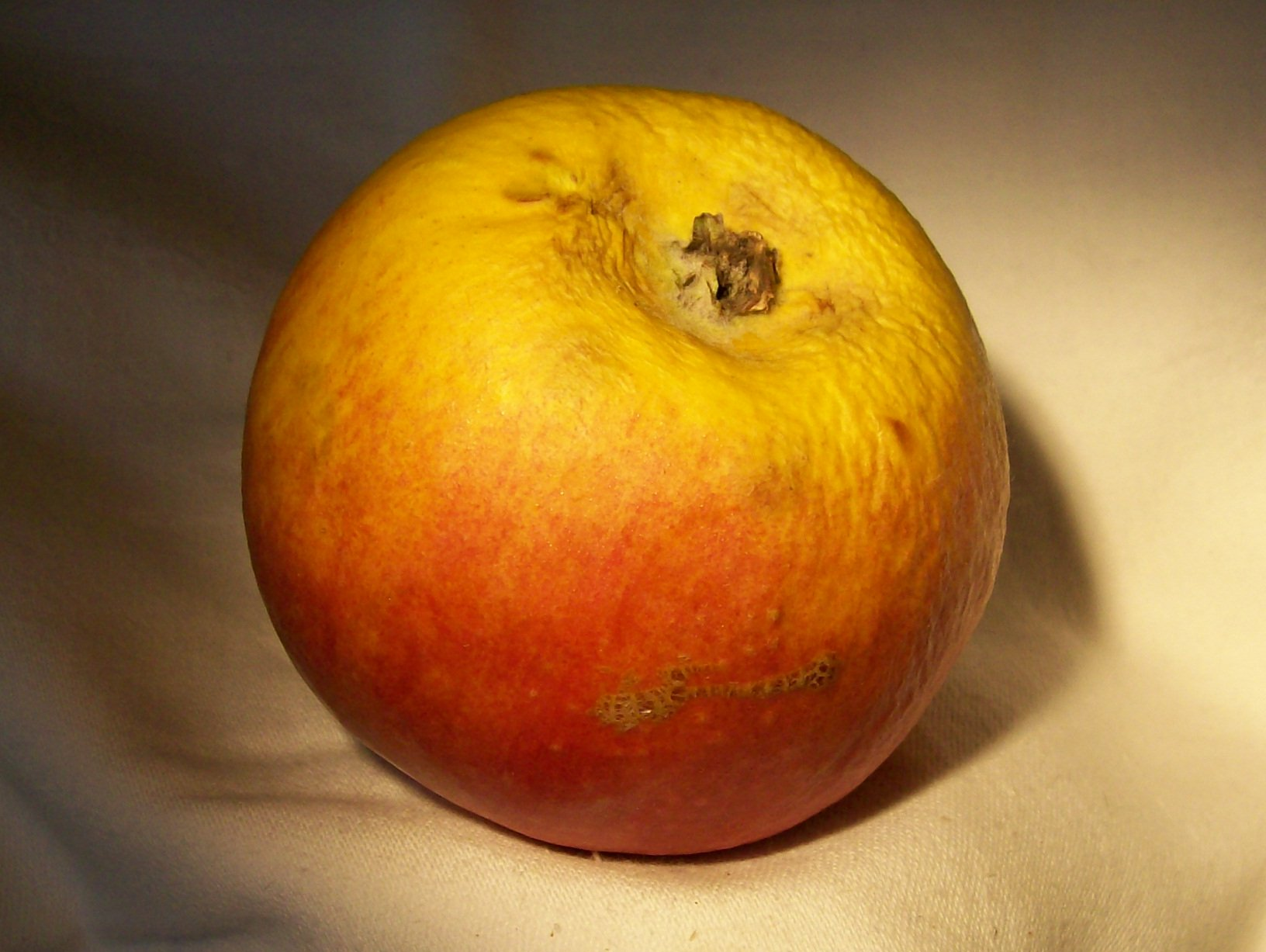
Bismarckapfel

Der Bismarckapfel, auch Bismarck oder Prince Bismarck genannt, ist eine Sorte des Kulturapfels. Er ist ein robuster, lagerfähiger großer Kochapfel für Niederstamm und höhere Lagen.
Der Bismarckapfel kam 1870 aus der Stadt Bismarck in Tasmanien über Neuseeland und England um 1888 nach Europa. Unter dem Namen Fürst Bismarck existiert eine weitere Apfelsorte, die allerdings nicht identisch mit der hier beschriebenen Sorte ist.
Die Sorte eignet sich sehr gut zum Anbau in Buschform und ist daher trotz ihrer sonstigen Eigenschaften noch heute ziemlich stark im Gartenobstbau vertreten. Auf guten Böden kann der Anbau bis in mittlere Höhenlagen erfolgen. Der in den ersten Jahren starke Wuchs reduziert sich zwar, jedoch bleiben auch später gelegentliche, kräftigere Rückschnitte notwendig. Der Ertrag setzt mittelfrüh ein und ist eher regelmäßig.
Die Blüte beginnt mittelfrüh, ist aber nicht empfindlich. Der Bismarckapfel ist großfrüchtig, plattrund und schwachgerippt. Seine Schale ist gelb- bis weiß-grünlich, die Deckfarbe hell- bis braunrot. Das Fruchtfleisch ist weiß. Der Apfel schmeckt säuerlich, hat einen schwachen würzigen Geschmack und ist als Winterapfel, ab November genussreif und im Idealfall bis März lagerfähig. Die Früchte eignen sich noch als Tafelapfel, sowie sehr gut zum Kochen, Braten und Backen.
Der etwas auf Krankheiten wie Schorf, Obstbaumkrebs und Mehltau anfällige Baum ist jedoch im Holz frostfest. Die Sorte ist ein Wirtschaftsapfel, welcher für Streuobstanbau geeignet ist.